# Commingling (technologie)

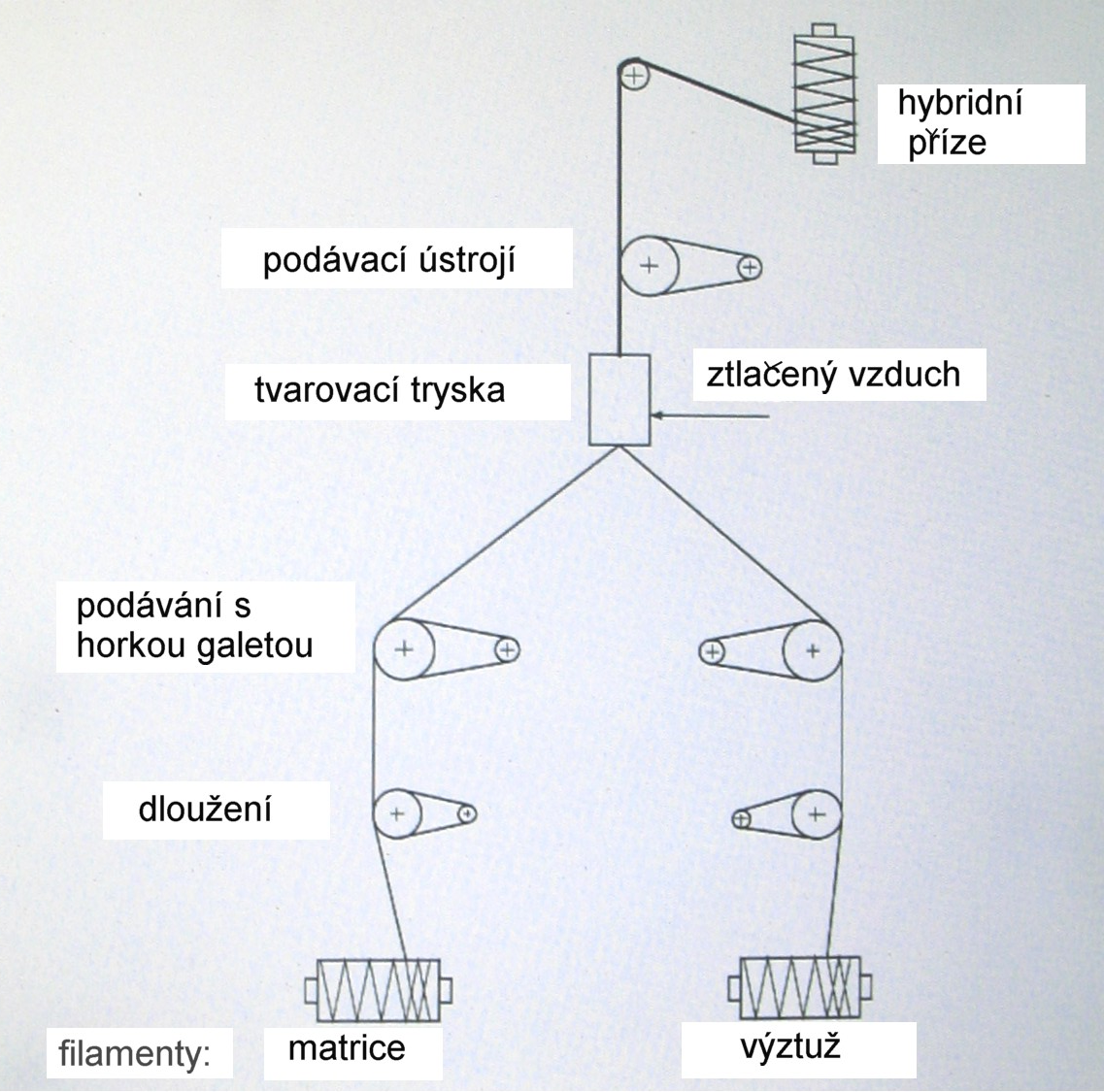
Schéma výroby technologií commingling

Commingling je způsob výroby hybridních přízí spojováním výztužného a termoplastického filamentu. 

## Princip
Výztužná a termoplastická nit (matrice) procházejí společně tryskou, ve které se působením stlačeného vzduchu navzájem intenzivně proplétají. Tryska je konstruována na principu províření nebo tvarování vlákenných elementů. (Postup výroby je naznačen na nákresu vpravo).

## Vlastnosti příze
Vysoká homogenita obou komponent, dokonalá impregnace výztužného filamentu termoplastickou matricí, téměř neomezené kombinace druhů a tloušťky vláken, výroba v jednom nepřetržitém stupni, dobrá textilně technická zpracovatelnost příze, výztužné filamenty neleží zcela paralelně s osou hotové příze.

## Použití
- délkové, plošné nebo trojdimenzionální textilní polotovary
- všechny druhy konfekce z plošných textilií
- pultruze a navinování pro stavební díly

Technologie commingling byla vyvinuta v Německu v prvních letech 21. století. Praktická výroba hybridních přízí touto technologií byla v roce 2013 známá ve dvou variantách na modifikovaných strojích pro vzduchové tvarování příze. Rychlost navíjení hotové příze obnášela až 200 m/min, jemnost 68 až 5000 tex. 
Příze se prodávají např. pod obchodní značkou Comfil®  a rovingy z uhlíkových filamentů s tloušťkou do 50 k. 